# Mikołaj Firlej (zm. 1600)
Mikołaj Firlej z Dąbrowicy herbu Lewart (zm. 22 marca 1600 roku) – wojewoda krakowski w latach 1589–1600, kasztelan biecki w latach 1576–1589, referendarz koronny świecki w latach 1576–1589, sekretarz królewski od 1562 roku, starosta kazimierski w latach 1562-1596, starosta pilzneński, starosta nowokorczyński w latach 1585–1600, wolbromski i lubelski.

## Życiorys
Był najstarszym synem marszałka wielkiego koronnego Jana i Zofii Bonerówny.
Wychowany w kalwinizmie, w czasie podróży do Rzymu w 1569 r., przeszedł potajemnie na katolicyzm. W Bolonii zetknął się z wybitnym przyrodnikiem Ulissesem Aldrovandim. Po powrocie do kraju wraz z profesorem Akademii Krakowskiej Marcinem Foxem dokonał wielu odkryć skamieniałości zwierząt prehistorycznych w Kazimierzu Dolnym.
Posłował na sejm walny z województwa lubelskiego w 1570 r. i z województwa krakowskiego w 1572 r. Poseł na sejm konwokacyjny 1573 roku. Podpisał konfederację warszawską 1573 roku. Wybrany w skład wielkiej legacji do Henryka Walezego w Paryżu. W czasie bezkrólewia po ucieczce Walezego popierał kandydaturę Maksymiliana II Habsburga. W 1575 roku podpisał elekcję Maksymiliana II Habsburga. Brał udział w poselstwie do Wiednia, które ofiarowało cesarzowi koronę polską. Przeszedł na stronę Stefana Batorego, co nowy władca mu wynagrodził licznymi nadaniami. W 1577 roku został wybrany deputatem sądów ultimae instantiae województwa sandomierskiego. Za zgodą króla lokował w 1581 r. na prawie magdeburskim swoje prywatne miasto Radomyśl Wielki. Był jednym z najbliższych współpracowników kanclerza wielkiego koronnego Jana Zamoyskiego.
Po elekcji 1587 r., zwołał zjazd szlachty małopolskiej do Wiślicy i ułatwił Zygmuntowi III Wazie zajęcie Krakowa. Był marszałkiem sejmiku konfederacji województwa krakowskiego w 1587 roku. W 1589 r. wraz z kardynałem Jerzym Radziwiłłem odbył poselstwo do cesarza Rudolfa II Habsburga, w celu zaprzysiężenia pokoju zawartego z I Rzecząpospolitą. W 1589 roku był sygnatariuszem ratyfikacji traktatu bytomsko-będzińskiego na sejmie pacyfikacyjnym. W czasie sejmu inkwizycyjnego w 1592 ostro występował przeciwko Zygmuntowi III.